# Phare d'Holyhead
Le phare d'Holyhead est un phare situé sur le brise-lames du port d'Holyhead au nord-ouest d'Anglesey, au Pays de Galles.
Ce phare est géré par le Trinity House Lighthouse Service à Londres, l'organisation de l'aide maritime des côtes du Pays de Galles.

## Histoire
La tour, qui a été achevée en 1873, a été très probablement conçue par l'ingénieur civil britannique John Hawkshaw (en), après qu'il a pris le contrôle des travaux du port d'Holyhead en 1857. Ce phare a été le dernier grand bâtiment terminé sur le brise-lames.
La tour, contrairement à de nombreux phares contemporains, est une tour carrée de trois étages, peinte en noir et blanc de trois étages. Elle mesure 6,78 m de chaque côté de sa base, pour une hauteur de 19 m. Son élévation est de 21 m au-dessus de la ligne des hautes eaux. Ces angles sont chanfreinés et sa conception carrée a été choisie parce que cela rendait l'habitation de service plus confortable. Une grande partie du mobilier original reste intact à l'intérieur.
Il y a aussi une corniche moulurée qui supporte une passerelle autour d'une lanterne circulaire. La tour est surmontée d'une girouette et d'un épi de faîtage. La lanterne renferme une lentille de Fresnel ayant une portée de lumière de 14 milles (23 kilomètres). Le phare est considéré architecturalement important parce qu'il fait partie des travaux d'ingénierie victoriens de création portuaire.
Au 19e siècle, les navires de courrier qui approchaient Holyhead dans le brouillard étaient avertis par une cloche de brume actionnée depuis le phare.
Le phare a été habité jusqu'en novembre 1961 quand il a été automatisé. Comme la plupart des autres phare du comté de Gwynedd, il est maintenant exploité à partir du centre de contrôle de Holyhead de Trinity House. Aujourd'hui l'entretien du phare est de la responsabilité de l'autorité portuaire d'Holyhead, pour service des traversiers de la Stena Line.

### Lien connexe
- Liste des phares du Pays de Galles